# 顯現瘤石蛾
顯現瘤石蛾（学名：Goera prominens）为瘤石蛾科瘤石蛾屬下的一个种。